# Мацуока, Юки
Юки Мацуока (яп. 松岡 由貴 Мацуока Юки) — сэйю. Родилась 13 сентября 1970 года в Осаке. В настоящее время работает на Production Baobab.

## Роли

### В аниме
| 1999—2000 - Ojamajo Doremi — Айко Сэно 2001 - Mo~tto! Ojamajo Doremi — Айко Сэно - Cosmic Baton Girl Comet-san — Нэнэ Токити - Haré+Guu — Мэри 2002 - Ojamajo Doremi DOKKAAN! — Айко Сэно - Magical Shopping Arcade Abenobashi — Аруми Асахина - Azumanga Daioh — Аюму Касуга или «Осака» - Hamtaro — Хитоми-тян - Petite Princess Yucie — Гленда - Getbackers — Мадока Отова 2003 - .hack//Legend of the Twilight — Мирей - Stellvia — Алиса Гленнорт, Мия Гленнорт - Mermaid Melody Pichi Pichi Pitch — Эриру - Scrapped Princess — Лулу Гиат - D.C. ~Da Capo~ — Мако Мидзукоси - Maburaho — Курико Кадзэцубаки 2004 - Elfen Lied — Нана - Futari wa Pretty Cure — Санаэ Юкисиро в детстве - Saiyuki Gunlock — Сюдо/Дзюнхва - Mahou Sensei Negima! — Евангелина А. К. МакДауэл - Girls Bravo — Риса Фукуяма - Magical Girl Lyrical Nanoha — Ами Лимьетт - Bleach — Орихиме Иноуэ, маленький Куросаки Ичиго - Grenadier — The Senshi of Smiles — Микан Курэнай 2005 - Mahou Sensei Negima — Евангелина А. К. МакДауэл - Glass Mask — Юки Эгава - Best Student Council — Рэйн Цуномото - Trinity Blood — Сэт Найтроад - D.C.S.S. ~Da Capo Second Season~ — Мако Мидзукоси - Magical Girl Lyrical Nanoha A’s — Ами Лимьетт - Jigoku Shoujo — Тиэ Танума 2006 - The Melancholy of Haruhi Suzumiya — Цуруя - Otogi-Jushi Akazukin — Лили - Chocotto Sister — Миу Сэридзава - Negima!? — Евангелина А. К. МакДауэл - Bakumatsu Kikansetsu Irohanihoheto — Кобако - Inukami! — Сэндан - Nanatsuiro Drops! Pure — Юки Нона | 2007 - Lovely Complex — Маю Кандзаки - Kyoshiro to Towa no Sora — Сэцуна - Nanatsu-iro Drops: First Love That Encompasses You — Нона Юуки; Прима Аспарас - Nagasarete Airantou — Сакуя 2008 - Shigofumi — Канака - Ikkitousen: Great Guardians — Садзи Гэмпо - Amatsuki — Синсю - Hells — Волфи - Zettai Karen Children — Бонни Паркер 2009 - Princess Lover! — Юу Фудзикура - The Melancholy of Haruhi Suzumiya — Цуруя - Gokyoudai Monogatari — Дзинуси Онэи - Cross Game — Кодзима Минако - Tegami Bachi — Нэлло - Kiddy Girl-and — Трикси 2010 - Omamori Himari — Куэсу Дзингюдзи - Dragon Crisis! — Бьянка - Amagami SS — Ито Канаэ 2011 - Maken-ki! — Амато Томика - Mirai Nikki — Хино Хината - Tantei Opera Milky Holmes Dai 2 Maku — Корон 2012 - Kuromajo-san ga Tooru!! — Итиро Май - Amagami SS Plus — Ито Канаэ - Saki: Achiga-hen — Episode of Side-A — Михироги Ута |

### OVA
- Love Hina Again — Куро
- Jungle wa itsumo Hale nochi Guu Deluxe — Мэри
- True Love Story — Камия Наю
- Kingdom of Chaos - Born to Kill — Мара
- Bleach — Memories in the Rain — Орихиме Иноуэ
- Ojamajo Doremi Na-i-sho — Айко Сэно
- Mahou Sensei Negima! Haru — Евангелина А. К. МакДауэл
- Elfen Lied — Нана

### Игры
- Azumanga Donjara Daioh — Аюму Касуга или «Осака»
- Bleach: Hanatareshi Yabou — Орихиме Иноуэ
- D.C.P.S. ～Da Capo Plus Situation～ — Мако Мизукоси
- D.C.F.S. ～Da Capo Four Seasons～ — Мако Мизукоси
- Gokujou Seitokai — Рэйн Цуномото
- infinity — Куруми Морино
- Musashi: Samurai Legend — Маки
- Ojamajo Adventure: Naisho no Mahou — Айко Сэно
- Princess Maker 5 — Имагава Эмили
- Stellvia of the Universe — Алиса Греннорт
- Tekken 6: Bloodline Rebellion — Алиса Босконович
- Теккен: Кровная месть — Алиса Босконович
- Tekken Tag Tournament 2 — Алиса Босконович
- Street Fighter X Tekken — Алиса Босконович
- Project X Zone — Алиса Босконович
- Tekken 3D: Prime Edition — Алиса Босконович
- Tekken Revolution — Алиса Босконович

### Drama CD
- Dear — Тируха
- Yu Yu Hakusho Drama CD Two Shots — Мая Китадзима